# Língua harapeana
A língua Harapeana, (também chamada língua Indus ou Moenjodaro) é uma língua desconhecida da Idade do Bronze (2º milênio a.C.) da Civilização do Vale do Indo(ou "CVI"). A língua não é atestada por qualquer fonte contemporânea legível, as hipóteses relativas à sua natureza são reduzidas à influência de palavras de origem externa, a um estrato, notadamente o “substratum” em Sânscrito védico e alguns termos registrados em escrita cuneiforme da Suméria (como  Meluhha ), em conjunto com análises da não-decifrada escrita Indus.
Há muitos possíveis empréstimos do idioma da Civilização do Vale do Indo. A palavra Sumeriana  Meluhha  pode ser derivado de um termo nativo daquela, também refletido no sânscrito mleccha, e Witzel (2000) sugere ainda que Sumeriano  šimmar  (um tipo de árvore) pode ser reconhecido na língua Rigvedica en  ñimbala  e  malali  (também nomes de árvores).
A linguagem Harapean fora escrita no estilo logograma. A quantidade de sinais, 375 a 400, em comparação com os alfabetos estabelecidos, geralmente apenas 36, suporta o raciocínio de que não é um alfabeto. A escrita vai da direita para a esquerda, como perceptível por sinais sobrepostos, sendo encontrada em terracota, potes, braceleiras, selos, tabuletas de cobre, varas de marfim e ferramentas. Acredita-se que os adjetivos precediam os substantivos e os números eram denotados por traços curtos.

## Identificação

Símbolo Harapeano de nó infinito / Rangoli e Inscrição possivelmente Proto-Dravidiana ou Proto-Sânscrito

Há uma série de hipóteses quanto à natureza dessa língua desconhecida:
- Hipótese que a coloca como próxima das línguas dravidianas, talvez idêntica à própria língua proto-dravidiana. Proposto por Henry Heras na década de 1950,[3] a hipótese ganhou plausibilidade, sendo endossada por Kamil Zvelebil, Asko Parpola e Iravatham Mahadevan.[4][5]
- Michael Witzel sugere como alternativa um idioma subjacente, prefixando que seja semelhante às línguas austro-asiáticas, notavelmente a língua khasi; ele a chama de "para-munda" (ou seja, um idioma relacionado ao subgrupo Munda ou outras austro-asiáticas, mas não estritamente descendente do último antecessor comum da família Munda contemporânea). Witzel argumenta que o Rigveda mostra sinais dessa hipotética influência no Harapeano no primeiro nível histórico, e Dravidiano apenas em níveis posteriores, sugerindo que falantes de Austro-asiáticas eram os habitantes originais do Punjabe e que os indo-arianos encontraram falantes de Dravidianas apenas em tempos posteriores.[6][7]
- um "filo perdido", ou seja, uma linguagem sem continuações vivas (ou talvez um reflexo da última viva na moribunda língua Nihali). Neste caso, o único rastro deixado pela linguagem da civilização do Vale do Indo seria influência histórica do substrato, em particular o substrato no sânscrito védico.

Hipóteses que ganharam menos aceitação acadêmica:
- uma língua indo-européia, próxima ou idêntica à proto-indo-iraniana: sugerida pelo arqueólogo Shikaripura Ranganatha Rao.[8]
- uma língua semítica: Malati Shendge (1997) identificou a cultura Harapeana com o império "Asuras" e estes Asuras mais adiante com os antigos assírios.[9]

### Muitas línguas
A escrita Indus indicaria que fosse usada para escrever apenas um idioma. Mas é bem possível que várias línguas fossem faladas no CVI, semelhante à forma como a língua suméria e a acadiana coexistiram em Mesopotâmia por séculos. Jane R. McIntosh sugere uma dessas possibilidades: A língua Para-Munda foi originalmente a língua principal dessa civilização, especialmente na região do Punjabe. Mais tarde, os imigrantes proto-dravidianos introduziram sua língua na área em 5º milênio a.C. A língua dravidiana foi falada pelos novos colonos nas planícies do sul, enquanto o Para-Munda permaneceu a língua principal daqueles em Punjabe. (McIntosh -2008 - pgs. 355-356).